# Eladio Rojas
Eladio Alberto Rojas Díaz (Tierra Amarilla, 8 de noviembre de 1934 - Maitencillo, 13 de enero de 1991) fue un futbolista profesional chileno que tuvo su debut futbolístico como centrodelantero en el club deportivo huracán de la comuna de Tierra Amarilla  Región de Atacama. Luego se transformó en volante defensivo en los años 1960 en el club Everton de Viña del Mar.

## El Mundial de 1962
En 1962 fue el centrocampista de la selección chilena que clasificó tercera en el Mundial de 1962, y anotó los dos goles más importantes en la historia de la selección chilena. El primero en el partido contra Unión Soviética (10 de junio) batiendo al legendario portero Lev Yashin "La Araña Negra". Ese era su primer gol del torneo, y significaba el 2:1 para la selección chilena. Seis días después, en el partido de bronce, marcó contra el arquero de Yugoslavia, con un gol de gran distancia. Como el resultado era 0:0, y habían pasado 90 minutos, se volvió el héroe detrás de la primera medalla chilena en un mundial.

## Vida después de la hazaña
Luego del mundial tuvo un hijo. Fue contratado en Argentina por River Plate, donde no brilló como se esperaba. En 1965 recaló en Colo-Colo, club en el que permaneció dos temporadas compartiendo camarín con figuras como Francisco "Chamaco" Valdés. Luego de eso se fue al club de sus amores, el Everton de Viña del Mar, donde jugó hasta sufrir un accidente automovilístico en 1968 que lo obligó a retirarse. La excelente carrera deportiva del Bombardero de Tierra Amarilla había llegado a su fin.
Nace El Complejo deportivo del mismo nombre el 13 de enero de 1991 ubicado en Avenida Grecia. Su retrato está en una estampilla de Correos de Chile, impresa en 1993. 
Eladio está en el lugar 81 de Los 100 más grandes héroes del mundial, lista hecha por el diario francés France Football en 1994.
En 1995 al cumplirse el Centenario del  fútbol chileno  Correos de Chile emitió 4 sellos conmemorativos  alusivos al Mundial de 1962, uno de ellos contenía la figura de un dirigente, el  Sr Carlos Dittborn y  cada uno los otros tres reproducían individualmente a los jugadores Hugo Lepe, Eladio Rojas y  Honorino Landa con la vestimenta de seleccionado nacional.

## Participaciones en Copas del Mundo
| Mundial                        | Sede  | Resultado    | Partidos | Goles |
| ------------------------------ | ----- | ------------ | -------- | ----- |
| Copa Mundial de Fútbol de 1962 | Chile | Tercer lugar | 6        | 2     |

## Clubes
| Club        | País      | Año       |
| ----------- | --------- | --------- |
| Everton     | Chile     | 1954-1962 |
| River Plate | Argentina | 1962-1965 |
| Colo-Colo   | Chile     | 1965-1967 |
| Everton     | Chile     | 1967-1968 |

## Palmarés

### Torneos internacionales oficiales
| Título                       | Equipo             | Sede  | Año  |
| ---------------------------- | ------------------ | ----- | ---- |
| 3.er lugar Copa Mundial 1962 | Selección de Chile | Chile | 1962 |

## Homenajes
Como reconocimiento a su trayectoria y desempeño deportivo hay dos calles de Chile que llevan su nombre, una en la comuna de Maipú y otra en Valdivia. Además existe un estadio en su localidad natal (Tierra Amarilla) que lleva su nombre.